# Laura Gil
Laura Gil Collado (Murcia, 24 aprile 1992) è una cestista spagnola.

## Carriera
Con la Spagna ha disputato due edizioni dei Giochi olimpici (Rio de Janeiro 2016, Tokyo 2020), due dei Campionati mondiali (2014, 2018) e cinque dei Campionati europei (2013, 2015, 2017, 2019, 2021).